# We Are the in Crowd
We Are the In Crowd est un groupe de pop punk américain, originaire de Poughkeepsie, dans l'État de New York, formé en 2009. Le groupe est composé de Taylor Jardine, Jordan Eckes, Mike Ferri, Rob Chianelli, et Cameron Hurley. Ils publient leur premier EP, Guaranteed to Disagree, le 8 juin 2010, et suivent avec leur premier album, Best Intentions, en 2011. Leur deuxième album studio, Weird Kids, est publié le 18 février 2014. Le groupe annonce une pause en février 2016.

## Biographie

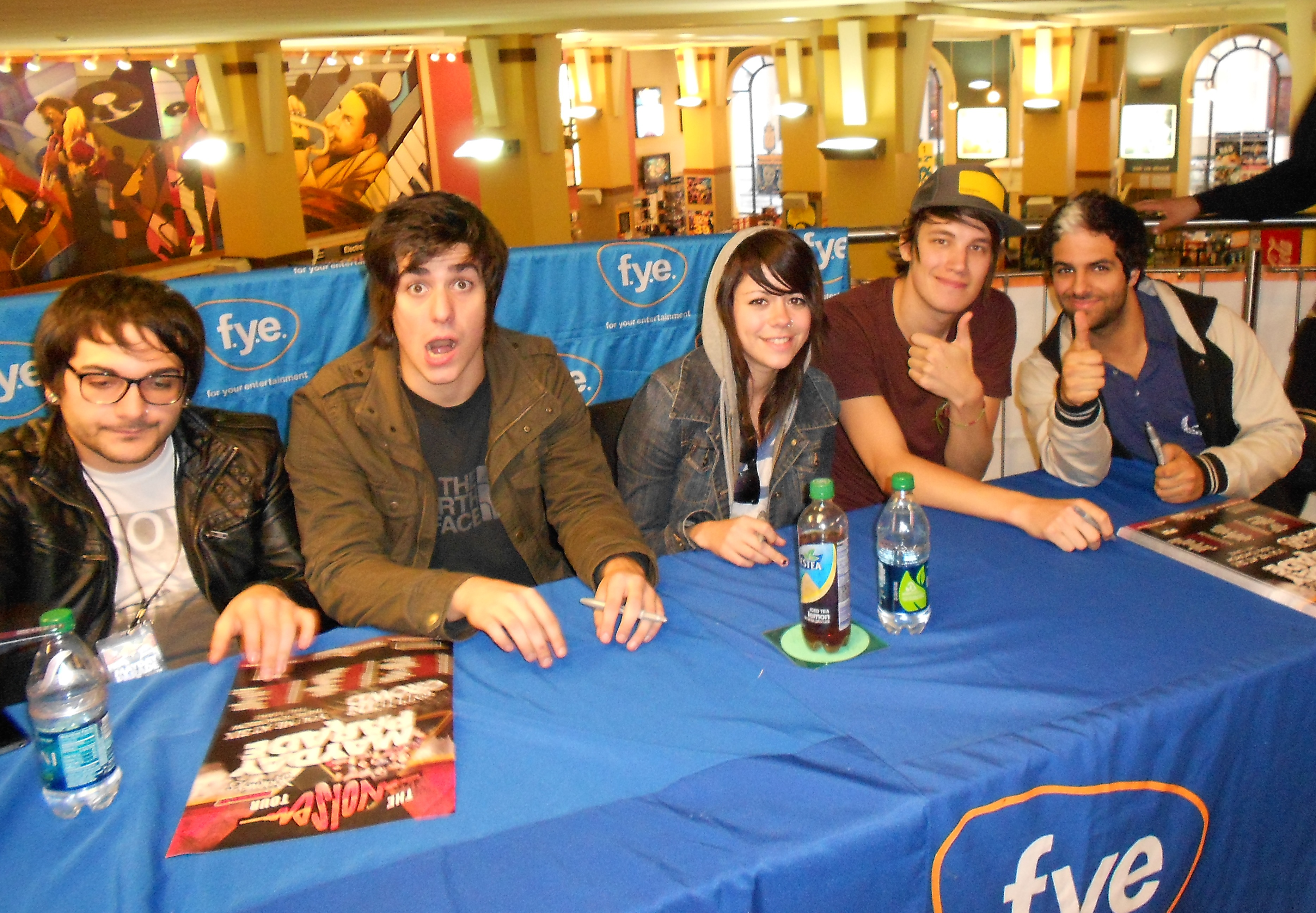
We Are the in Crowd en session d'autographes en 2011.

En février 2009, ils enregistrent leur premier EP avec les producteurs Zack Odom et Kenneth Mount (All Time Low, Mayday Parade, Jimmy Eat World, Cartel). En avril 2009, le Myspace du groupe est piraté. Le pirate efface tous les amis et musiques du groupe. Le site musical absolutepunk.net, poste un article sur le piratage, et ce même article attire l'attention du label Hopeless Records qui les contacte peu de temps après. Le 10 novembre 2009, le groupe annonce sa signature avec Hopeless Records sous le nom de The In Crowd, et réalise leur premier single For the Win sur iTunes. Le groupe changea leur nom en We Are the In Crowd  à cause de problème de nom avec un groupe de reggae des années 1970 qui s'appelait aussi The In Crowd.
Leur EP, intitulé Guaranted to Disagree, est publié le 8 juin 2010. Le clip pour la chanson Both Sides of the Story a officiellement été réalisé le 15 octobre 2010. Le clip pour la chanson Never Be What You Want a été réalisé le 20 avril 2011. Le groupe participa au Vans Warped Tour de l'été 2010. Le groupe entre en studio à la fin mai 2011 pour commencer à enregistrer leur premier album. Le 3 août 2011, ils annoncent que le nom de l'album serait Best Intentions et qu'il sortirait le 4 octobre. Il arrive à la 122e place au Billboard 200. 
Le groupe annonce son entrée en studio par une vidéo sur Fuse pour sortir un nouvel album prévu pour l'été/automne 2013. Ils sortent le 20 août 2013 un single, intitulé Attention. Le 3 décembre 2013, le groupe annonce que leur 2e album, Weird Kids, sortira le 18 février 2014. Ils annoncent dans la foulée, une tournée au Royaume-Uni en janvier 2014 suivi d'une tournée US. Ce même jour, le second single de l'album Weird Kids, The Best Thing (That Never Happened), est lancé sur Spotify. En août 2014, le groupe est annoncé en soutien à Don Broco en concert pour le Kerrang! Tour de février 2015. En février 2015, Taylor Jardine confirme l'écriture d'un troisième album.
Le 4 mai 2015, Mike Ferri, Cameron Hurley et Taylor Jardine annoncent la fin des enregistrements.
Le 10 février 2016, Taylor Jardine annonce la pause du groupe pour préparer un nouveau groupe. Celui-ci, dénommé SAINTE, se concentrera plus sur les capacités vocales de Taylor Jardine et comprendra tous les membres de We Are the in Crowd à l'exception de Rob Chianelli et Jordan Eckes.

## Concerts
- Vans Warped Tour en 2010
- Première partie pour Hey Monday et Cartel
- Glamour Kills Tour en 2011 avec The Ready Set, Allstar Weekend et The Downtown Fiction
- Tête d'affiche de Bamboozle 2011
- Tournée du Royaume-Uni avec A Rocket to the Moon et Blitz Kids en 2011
- Scène Atticus au Royaume-Uni Slam Dunk Festival en 2011
- Tournée Spring Break Your Heart avec Before their Eyes et Tonight Alive
- Tournée Gimme Summer Ya Love au Canada et États-Unis, et tournée au Royaume-Uni avec All Time Low
- Counter Revolution à travers l'Australie
- The Noise Tour avec You Me at Six, There for Tomorrow en 2011
- Tournée avec Taking Back Sunday en 2011
- Tournée au Royaume-Uni en 2012
- Vans Warped Tour en 2012
- Vans Warped Tour en 2014

## Membres
- Taylor Jardine – voix, claviers, violon
- Jordan Eckes – guitare, voix
- Mike Ferri – basse
- Rob Chianelli – batterie
- Cameron Hurley – guitare

## Discographie

### Albums studio
- 2011 : Best Intentions
- 2014 : Weird Kids

### EP
- 2010 : Guaranteed to Disagree

### Singles
- Both Sides of the Story
- Lights Out
- For the Win
- Never Be What You Want
- Easy
- This Isn't Rocket Surgery
- This Isn't Goodbye, It's BRB
- Rumor Mill
- On Your Own
- Kiss Me Again (feat. Alex Gaskarth)
- Exits and Entrances
- Attention
- The Best Thing (That Never Happened
- Long Live The Kids
- Windows In Heaven
- Manners